# Georg Greißinger
Georg Greißinger (* 13. Februar 1934 in Erfurt; † 6. April 2012 in Steinhude) war ein deutscher Jurist.

## Leben und Wirken
In Erfurt geboren zog Greißinger 1946 nach Oldenburg, absolvierte im Frühjahr 1952 sein Abitur in Delmenhorst und studierte ab 1952 in Göttingen, später in Hamburg Rechtswissenschaften. In Göttingen wurde er im Sommersemester 1952 Mitglied der Burschenschaft Holzminda. Sein Erstes Staatsexamen absolvierte er 1956. 1960 wurde er in Hamburg zum Dr. iur. promoviert. Das Zweite Staatsexamen bestand er am 12. Mai 1961 in Celle. Seit dem Tag seiner Zulassung am 20. Oktober 1961 war er als Rechtsanwalt und seit 19. April 1973 als Notar in Hildesheim tätig. Ab 1970 gehörte er dem Vorstand des Hildesheimer Anwaltvereins an, später wurde er Ehrenmitglied. Seit 1975 war er Mitglied des Vorstandes des Niedersächsischen Anwalt- und Notarverbandes und seit 1977 im Vorstand des Deutschen Anwaltvereins, dort bis 1993 im Präsidium als Vizepräsident tätig.
Einer seiner rechtlichen Schwerpunkte war das Verkehrsrecht, er kämpfte lange Zeit für die Einführung der Fachanwaltschaft für Verkehrsrecht. Er war auch lange Zeit Präsidiumsmitglied des Deutschen Verkehrsgerichtstages. Seit Gründung der Arbeitsgemeinschaft Versicherungsrecht 1996 war er Mitglied des Vorstandes und Schriftleiter der von ihm initiierten Zeitschrift Spektrum für Versicherungsrecht. Auch war er Redakteur der Zeitschrift für Schadensrecht.
Mit einer Entscheidung des Bundesverfassungsgerichts wurde Greißinger als Spezialist für Verkehrsrecht anerkannt.

## Ehrungen
- 1981: Bundesverdienstkreuz am Bande
- 1996: Bundesverdienstkreuz 1. Klasse
- 2002: Ehrenzeichen der Deutschen Anwaltschaft

## Veröffentlichungen (Auswahl)
- Der Einfluß der persönlichen Merkmale i. S. des § 50 Abs. 2 StGB auf die versuchte Anstiftung zu einem Verbrechen gemäß § 49a Abs. 1 StGB. Dissertation der Universität Hamburg, 20. Juli 1960.
- Beratungshilfegesetz. Neuwied 1990.
- Spektrum für Versicherungsrecht. (Gründer und Schriftleiter 1996–2012)
- Die Geschichte des Deutschen Anwaltvereins und seiner Landesverbände. Festschrift für Georg Greißinger. Bonn 1997.
- Arbeitsgemeinschaft Verkehrsrecht des Deutschen Anwaltvereins. Festschrift zum 25-jährigen Bestehen. Bonn 2004.
- Die Geschichte der Hildesheimer Anwaltschaft und des Hildesheimer Anwaltsvereins. Festschrift und Dokumentation zum 100-jährigen Bestehen des Hildesheimer Anwaltsvereins. Hildesheim 2008.